# Calliades (chi bướm)
Calliades là một chi bướm ngày thuộc họ Bướm nâu.

## Các loài
- Calliades koluthos
- Calliades oryx (C. & R. Felder, 1862) Brazil (Amazonas)
- Calliades phrynicus
- Calliades polias
- Calliades rhacoces
- Calliades viridans
- Calliades zeutus (Möschler, 1879) Mexico, Colombia, Panama